# Jangban

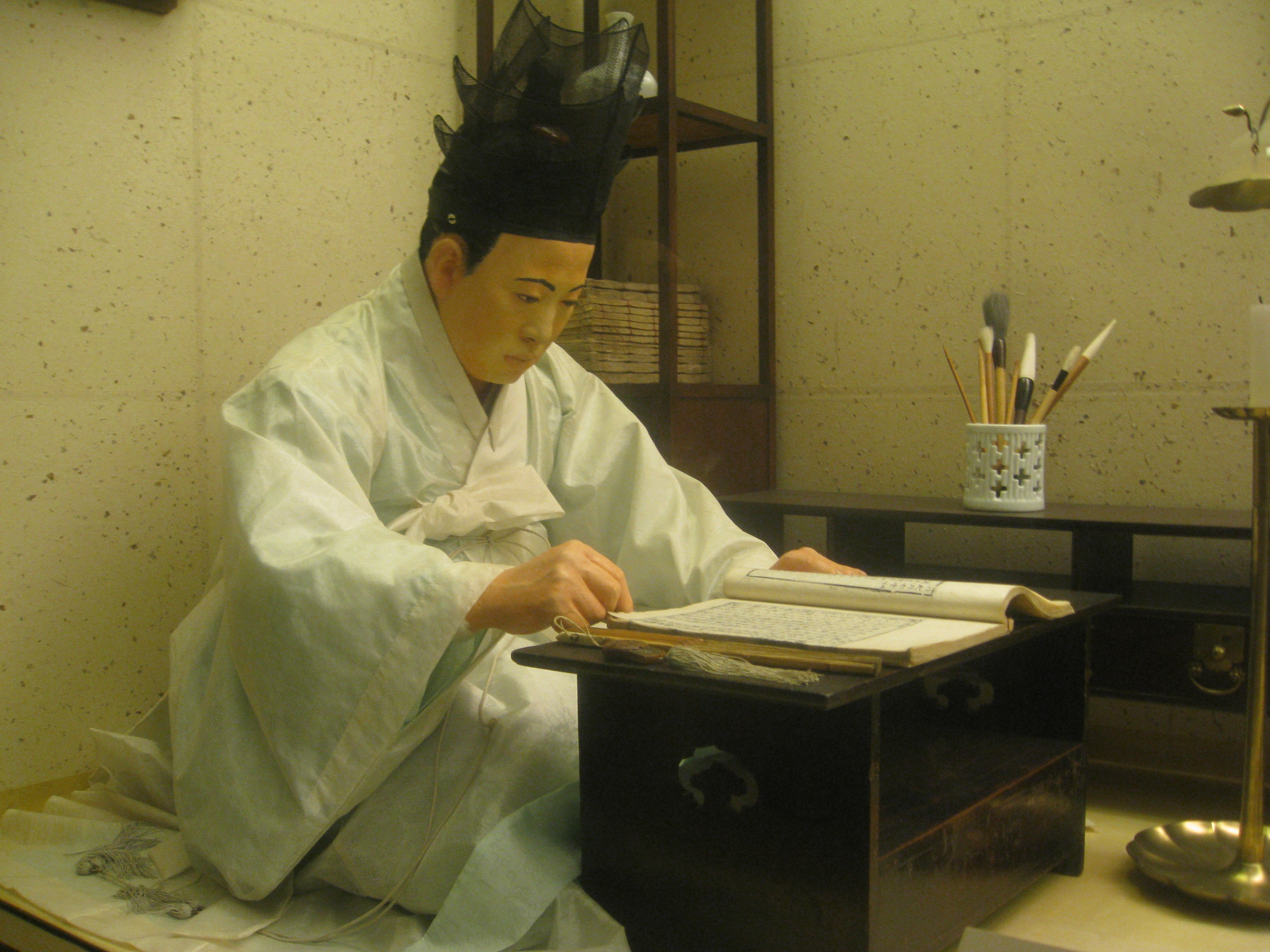
Koreai tudós-hivatalnok, azaz jangban (yangban)

A jangban (hangul: 양반, handzsa: 兩班, RR: yangban) a koreai Csoszon (Joseon) társadalmának uralkodó osztálya volt, hivatalosan egészen 1894-ig, a Kabo (Gabo)-reformokig. Nevük jelentése szó szerint „két csoport”, mert a civil hivatalnoki pozíciók (munban) mellett katonai hivatali pozíciókra (muban) oszlottak. „Tudós-dzsentriként” is utalnak rájuk. A lakosság alig 10%-át alkották, azonban kezükben tartották a legmagasabb hivatali pozíciókat és számos privilégiummal rendelkeztek,  bár ez az arány az európai nemesi rétegénél jóval jelentősebb volt.

## Jellemzőik

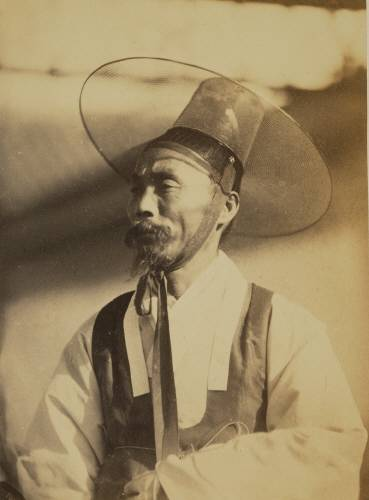
Jangban (Yangban) férfi 1863-ban

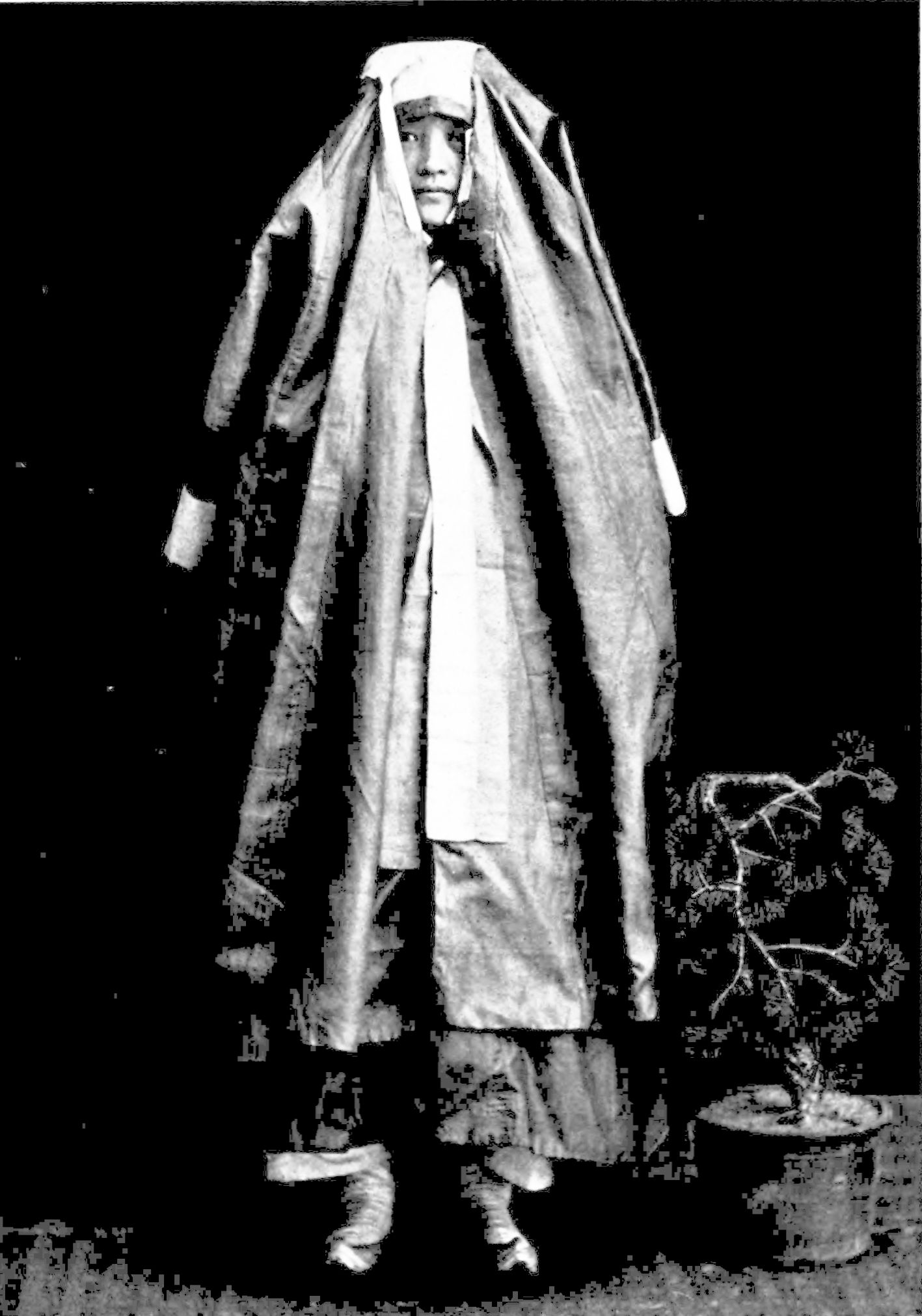
Jangban (Yangban) nő a századforduló környékén

A jangban (yangban) kifejezés már a Korjo (Goryeo)-korban is létezett, amikor a királyi vizsgákat már civil (mungva (munkwa)) és katonai (mugva (mukwa)) részre osztották. A katonai pozíciókat jórészt vidéki nemesek töltötték be, akiknek sokszor ez volt az egyetlen út a királyi vizsga letételéhez. A vizsgára a muhak, a katonai iskola készítette fel a jelentkezőket. Az ezen részt vevő nemesek a korszak közepétől kezdve más vérvonalba vagy a vérvonal egy különböző ágába tartoztak, mint a civil tisztviselők. A Csoszon (Joseon)-időkre a jangban (yangban) kifejezés a teljes földesúri réteget jelentette.
A társadalom abszolút ura és haszonélvezője volt a jangban (yangban) réteg. Az elit arisztokrácia örökletes alapú volt, ők rendelkeztek a javak, a föld és a rabszolgák többségével. Szadebu (Sadaebu), azaz „tudós-hivatalnok” néven is utaltak rájuk, mivel ellentétben a korjói (georyói) arisztokráciával és a japán busidóval, nem voltak harccal foglalkozó földesurak. A jangban (yangban) elsődleges célja az állami vizsgákon való megfelelés, és magas hivatalokat betöltő örökösök nemzése volt. Nem fizettek adót, nem végeztek semmilyen fizikai munkát és nem kellett bevonulniuk katonának. Kötelező volt viszont a konfuciánus rítusok tökéletes ismerete, a jártasság  a kalligráfiában, a költészetben, prózában és a klasszikus olvasmányokban. Elméletben a köznép tagjai is letehették a szigorú állami vizsgákat, azonban a gyakorlatban az 1600-as évektől ellenőrizték a vizsgázók családi hátterét, bizonyítani kellett a felmenőket az apai oldalon három, az anyai oldalon egy generációig. A nemesek elkülönülten éltek a köznéptől, házaik a település bizonyos részén helyezkedtek el, szabadidejüket egymással töltötték konfuciánus akadémiákon vagy kiszeng (gisaeng)házakban. Az ország északi és keleti részén, valamint Csedzsu (Jeju) szigetén alig voltak jangban (yangban) nemesek, leginkább csak rangjukat vesztetteket száműztek ide. A magas tisztségek jobbára a kjongszangi (gyeongsangi) és cshungcshongi (chungcheongi) jangban (yangban) kezében voltak.
A jangban (yangban) nemesek vagyonát jobbára az elsőszülött fiú örökölte. Ha egy nemesnek nem született fiúgyermeke, azonos vérvonalból (klánból) származót adoptált. Több asszonya is lehetett, azonban a köznépből való vagy rabszolga másodfeleségeknek és ágyasoknak nemzett gyermekei illegitimnek számítottak és nem örökölhettek.
A jangban (yangban) nők élete igen szigorúan szabályozott volt, csak este léphettek az utcára, lefátyolozva, vagy hordszékben (kama (gama), 가마), nem járhattak szórakozni, a férfiaktól elkülönítve éltek otthonukban, kevés volt köztük az írástudó. A konfuciánus eszmék miatt az özvegyek nem mehettek férjhez újra, ha mégis megtették, gyermekeik és azok minden leszármazottja elvesztette a nemesi státust.